# بني صبيح (مناخة)

تعديل مصدري - تعديل

بني صبيح هي إحدى قرى عزلة متوح بمديرية مناخة التابعة لمحافظة صنعاء، بلغ تعداد سكانها 276 نسمة حسب تعداد اليمن لعام 2004.